# Unidade básica de saúde

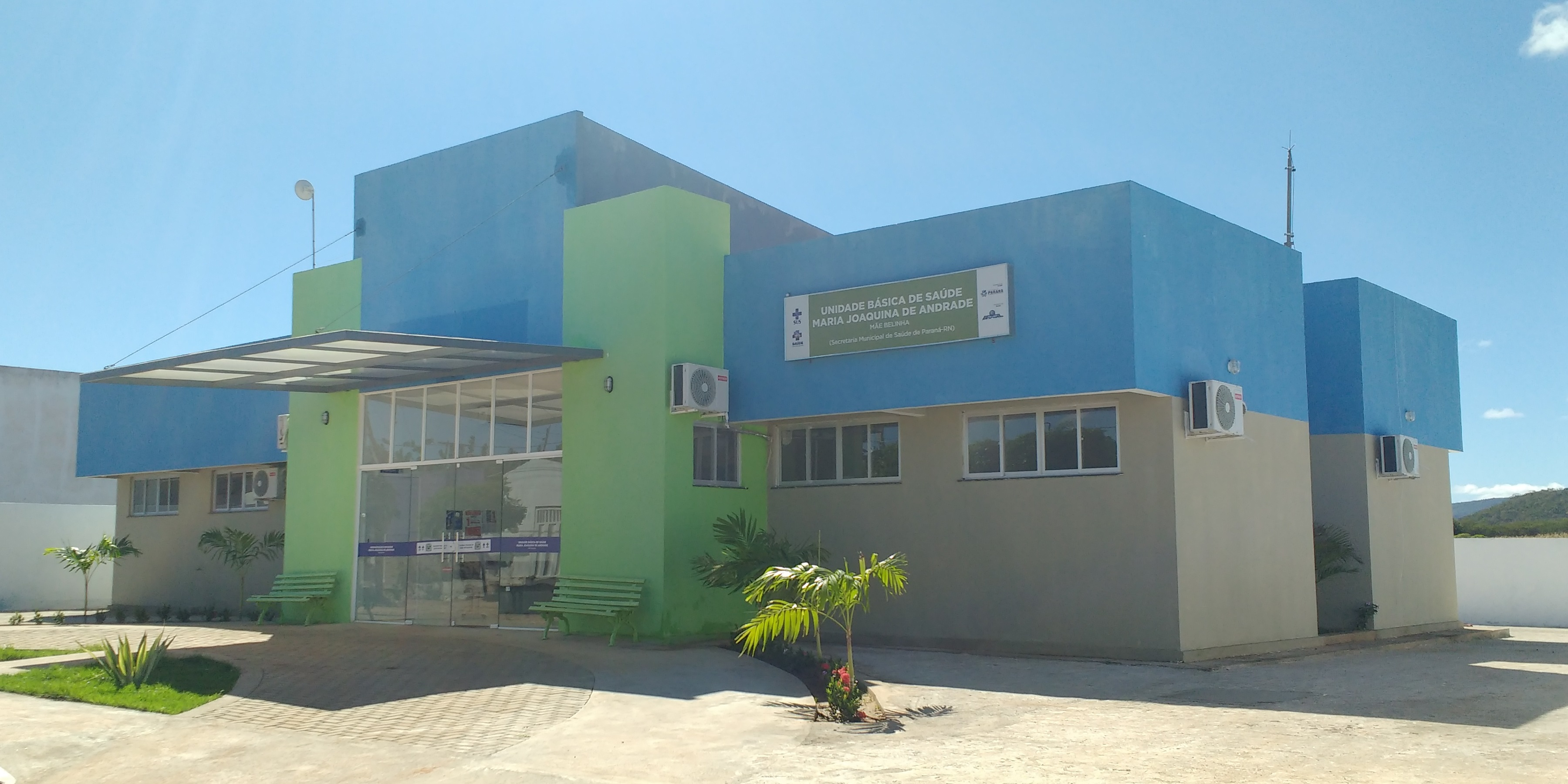
UBS em Paraná, RN.

Unidades Básicas de Saúde ou UBS são centros de atendimento primário à saúde, onde atuam as equipes de Saúde da Família.
É a designação adotada desde 2007 no Brasil por meio do Programa de Aceleração do Crescimento (PAC). Tais unidades desempenham as mesmas funções dos antigos Postos de Saúde, sendo tal denominação gradativamente substituída por Unidade Básica de Saúde.

## Estrutura da UBS
Cada UBS contém pelo menos um médico, um enfermeiro, um técnico de enfermagem (ou auxiliar) e um agente comunitário de saúde, sendo que esse grupo de profissionais recebe o nome de Equipe de Saúde da Família, cujas atribuições e definições são ditadas no âmbito do Programa Saúde da Família.
As UBS também podem possuir dentistas e pediatras
A atenção primária é constituída pelas UBS e Equipes de Atenção Básica, enquanto o nível intermediário de atenção fica a encargo do SAMU 192 (Serviço de Atendimento Móvel as Urgência), das Unidades de Pronto Atendimento (UPA), e o atendimento de média e alta complexidade é feito nos hospitais.
As UBS podem ser caracterizadas de acordo com o seu porte, ou seja, pela quantidade de Equipes de Saúde da Família (ESF) de cada unidade de saúde, segue abaixo:
- UBS I - no mínimo, uma Equipe de Saúde da Família.
- UBS II - no mínimo, duas Equipes de Saúde da Família.
- UBS III - no mínimo, três Equipes de Saúde da Família.
- UBS IV - no mínimo, quatro Equipes de Saúde da Família.

## Características gerais
A UBS tem por finalidade promover e proteger a saúde, por meio de ações de prevenção de agravos, a realização do diagnóstico, o tratamento, a reabilitação, a redução dos danos e a manutenção da saúde. Além disso tem por objetivo a atenção integral da população, impactando na situação de saúde e autonomia dos indivíduos e nos determinantes e condicionantes de saúde das coletividades.
Considerada a porta de entrada do Sistema Único de Saúde (SUS), a UBS também é responsável pela comunicação com toda a Rede de Atenção à Saúde (RAS).
A escolha da UBS para cada indivíduo se dá pela localização de moradia do indivíduo, desta forma, a sua UBS estará localizada o mais próximo possível de sua residência. Sendo assim, todo atendimento e tratamento desse indivíduo deverá ser realizado por meio da sua unidade de saúde de referência.
Todos os serviços realizados nas UBS são gratuitos, como  os principais serviços oferecidos: consultas médicas, inalações, injeções, curativos, vacinas, coleta de exames laboratoriais, tratamento odontológico, encaminhamentos para especialidades e fornecimento de medicação básica.
A tabela abaixo fornece algumas informações sobre UBS:
| Porte | Equipes | Área aproximada (m²) | Preço médio para construção |
| ----- | ------- | -------------------- | --------------------------- |
| I     | 1       | 300                  | R$ 408.000,00               |
| II    | 2       | 415                  | R$ 512.000,00               |
| III   | 3       | 500                  | R$ 659.000,00               |
| IV    | 4       | 580                  | R$ 773.000,00               |

## UBS em outras partes do mundo
Em Portugal esse serviço é realizado nos centros de saúde.
No México e na Costa Rica tais serviços podem ser obtidos nos Postos de Visita Periódica ou com as Equipes Básicas de Atenção integral em Saúde EBAIS